# Klaus Sander
Nikolaus Ludwig „Klaus“ Sander (* 17. Januar 1929 in Darmstadt; † 21. Februar 2015 in Freiburg) war ein deutscher Biologe und Hochschullehrer. Er wirkte als ordentlicher Professor für Zoologie an der Universität Freiburg.

## Leben
Nikolaus „Klaus“ Sander studierte Biologie an der Technischen Universität Darmstadt, wo er als Diplom-Biologe das Studium abschloss. Danach nahm er das Studium an der Aligarh Muslim University in Indien bei Mohamad Babar Mirza auf, wo er 1955 mit einer Arbeit über ein parasitisches Insekt zum PhD promoviert wurde. Danach studierte er an der Universität Tübingen, wo er zunächst das Staatsexamen und ein Examen als Dolmetscher für Englisch ablegte und 1958 bei Gerhard Krause eine Dissertation verfasste, mit der er zum Dr. rer. nat. promoviert wurde.
Sander folgte danach als wissenschaftlicher Assistent von Gerhard Krause an die Universität Würzburg, wo er sich 1963 habilitierte. 1964 wurde er außerordentlicher Professor an der Universität Freiburg, wo er 1966 als ordentlicher Professor für Zoologie auf den Lehrstuhl für Entwicklungsbiologie berufen und Direktor des Zoologischen Instituts wurde. 1994 wurde Sander emeritiert.
Sander erforschte vor allem embryonale Musterbildungsprozesse, also komplexe, raum-zeitlich koordinierte Vorgänge, die von einer einfachen Eizelle zum fertigen Organismus führen. Sein Untersuchungsobjekt, mit dem er sich bereits bei den Arbeiten zu seiner Doktorarbeit bei Krause beschäftigte, war die Kleinzikade Euscelis plebejus, an deren Beispiel er zeigen konnte, dass deren Kopf und das Hinterende durch stoffliche Faktoren festgelegt sind, die sich an unterschiedlichen Orten im Ei befinden. An seinem Lehrstuhl war unter anderem Christiane Nüsslein-Volhard 1977 als Stipendiatin der Deutschen Forschungsgemeinschaft tätig.
Auf seinen Vorschlag von 1983 wurde der Begriff Phylotypisches Stadium eingeführt, das ein entwicklungsbiologisches Stadium beschreibt, das für einen Tierstamm (Phylum) typisch ist.
Klaus Sander befasste sich auch mit Aspekten der Biologiegeschichte, wobei sein Interesse unter anderem dem Wirken seiner Freiburger Vorgänger August Weismann und Hans Spemann galt.
Sander war mehrfach Dekan der Fakultät für Biologie an der Universität Freiburg.

## Mitgliedschaften und Ehrungen
- Mitglied Deutsche Akademie der Naturforscher Leopoldina (seit 1989)
- Mitglied Heidelberger Akademie der Wissenschaften (seit 1991)
- Mitglied der Academia Europaea (seit 1994)
- Ehrenmitglied der Gesellschaft für Entwicklungsbiologie
- Gastprofessor der Academia Sinica
- 2001 erhielt er die Alexander-Kowalewski-Medaille (St. Petersburg)[1]

## Publikationen
- Analyse des ooplasmatischen Reaktionssystems von Euscelis plebejus Fall: (Cicadina) durch Isolieren und Kombinieren von Keimteilen. Dissertation. Math.-naturwiss. Fakultät Universität Tübingen, 1958.
- August Weismann (1834–1914). In: Biologie in unserer Zeit. 14, 1984, S. 189–193.
- als Hrsg.: August Weismann (1834–1914) und die theoretische Biologie des 19. Jahrhunderts. (= Freiburger Universitätsblätter. 87/88). Rombach-Verlag, Freiburg 1985.
- Hans Spemann (1869–1941): Entwicklungsbiologe von Weltruf. In: Biologie in unserer Zeit. 15, 1985, S. 112–119.
- Persönliches Leid und ständige Not: Leben und Überleben von Friedrich Oehlkers und seiner jüdischen Frau in Freiburg 1933–1945. In: Freiburger Universitätsblätter. 129, Rombach-Verlag, Freiburg 1995, S. 73–80.
- mit Peter E. Fässler: Hilde Mangold (1898–1924) and Spemann's organizer: achievement and tragedy. In: Roux's Arch. Dev. Biol. 205, 1996, S. 323–332.
- mit Peter E. Fässler: Introducing the Spemann-Mangold organizer: experiments and insights that generated a key concept in developmental biology. In: Int. J. Dev. Biol. 45, 2001, S. 1–11.